# Фихофф, Генрих
Генрих Фихофф (нем. Heinrich Viehoff; 28 апреля 1804, Бюттген, ныне в составе Карста — 5 августа 1886, Трир) — немецкий педагог. Отец певца Вильгельма Фильмара.
Учился в Нойсе и Дюссельдорфе, а в 1824—1827 гг. в Боннском университете, который окончил с дипломом учителя. В 1828—1833 гг. работал домашним учителем в доме графов фон Вестфален. С 1833 года преподавал в гимназии в Эммерихе, в 1838—1850 гг. в Дюссельдорфе, где в 1848 году выступил соучредителем газеты либерального направления, а в 1849 году был избран в муниципальный совет. В 1850 году избран депутатом Эрфуртского парламента (органа Эрфуртского союза). В 1850—1875 гг. директор королевской коммерческой школы в Трире.
В 1843 году основал журнал для учителей Archiv für den Unterricht im Deutschen in Gymnasien, Realschulen und höheren Lehranstalten (с нем. — «Архив преподавания немецкого языка в гимназиях, реальных училищах и высших учебных заведениях») — первое специализированное периодическое издание по вопросам преподавания немецкого языка. Журнал вскоре закрылся, но в 1846 году вместе с Людвигом Херригом Фихофф основал журнал Archiv für das Studium der neueren Sprachen und Literaturen (с нем. — «Архив изучения новых языков и литератур»), выходящий по сей день.
Первое собственное сочинение Фихоффа, «Как поэт создаёт образы?» (нем. Wie malt der Dichter Gestalten? Ein Beitrag zur Aesthetik), появилось в 1834 году в Эммерихе, за ним последовала двухтомная комментированная хрестоматия немецкой поэзии XVIII—XIX веков (нем. Ausgewählten Stücke deutscher Dichter seit Gellert bis auf die neueste Zeit erläutert und auf ihre Quellen zurückgeführt; 1836—1837). Среди дальнейших трудов Фихоффа наибольшей популярностью пользовались посвящённые Гёте и Шиллеру: книга «Жизнь, духовное направление и труды Гёте» (нем. Goethe’s Leben, Geistesentwickelung und Werke) вышла в 1847—1854 гг. в четырёх томах (4-е издание 1876), аналогичная о Шиллере (нем. chiller’s Leben, Geistesentwickelung und Werke) в 1875 г. в трёх томах (2-е издание 1888), многократно переиздавались и комментарии Фихоффа к произведениям того и другого. Фихофф перевёл на немецкий язык многие пьесы Софокла, Шекспира, Расина и Мольера, переводил также современных английских и французских поэтов, сам писал стихи. В 1888 году посмертно издана книга Фихоффа «Поэтика на основе учения о душевном опыте» (нем. Die Poetik auf der Grundlage der Erfahrungsseelenlehre), близкая по духу идеям Густава Теодора Фехнера.